# Stanisław Wąsik (poseł)
Stanisław Wąsik (ur. 29 marca 1940 w Andrychowie) – polski polityk, poseł na Sejm I kadencji.

## Życiorys
Ukończył w 1962 studia na Wydziale Biologii i Nauki o Ziemi Uniwersytetu Warszawskiego. Pracował jako specjalista do spraw gospodarki materiałowej.
W wyborach w 1991 uzyskał mandat posła na Sejm I kadencji. Został wybrany w okręgu bielskim z ramienia NSZZ „Solidarność”, której był działaczem. Zasiadał w Komisji Przekształceń Własnościowych oraz w Komisji Systemu Gospodarczego i Przemysłu. Był także członkiem trzech podkomisji. W 1993 bez powodzenia ubiegał się o reelekcję z listy związkowej.